# مستقبل الهرمون
لا تعمل هرمونات الغدد الصماء عادة على الآلية المستهدفة داخل الخلية مباشرة للتحكم بمختلف فعالياتها الكيميائية المختلفة، بل إنها دائما تقريبا تتحد مع مستقبلات الهرمون على سطح الخلايا أو في داخلها.
ويبدأ عندئذ اتحاد الهرمون و المستقبلة سلسلة من التفاعلات في الخلية، و تكون كل مرحلة من مراحل السلسلة منشطة أكثر منها في المرحلة التي تسبقها. و بهذا يؤدي حتى منبه هرموني بدئي صغير جدا إلى تأثير نهائي كبير جدا.
و كل المستقبلات الهرمونية أو معظمها تقريبا هي بروتينات كبيرة جدا، ولكل خلية يمكنها تنبيهها عادة حوالي 2000 - 100000 مستقبلة.
كما أن لكل مستقبلة نوعية خاصة جدا لهرمون واحد، وهي تعين نوع الهرمون الذي يعمل على نسيج معين. و من الواضح أن الأنسجة المستهدفة التي تتأثر بأحد الهرمونات هي تلك التي تمتلك المستقبلات النوعية الخاصة بذلك الهرمون.
ومواقع المستقبلات بصورة عامة لمختلف أنواع الهرمونات كالآتي:
- في سطح غشاء الخلية أو عليه. ومستقبلات الغشاء لها نوعية خاصة في الغالب للهرمونات البروتينية والببتيدية والكاتيكولامينية (الأدرينالين و النورإبينفرين)
- في هيولي الخلية (السيتوبلازم). توجد مستقبلات لمختلف الهرمونات الستيرويدية بصورة تامة تقريبا في السيتوبلازم .
- في نواة الخلية توجد المستقبلات للهرمونات الدرقية الاستقلابية ( الثيروكسين وثالث يود الثيرونين ) في النواة، ويعتقد أنها تقع مترافقة مباشرة مع أحد الصبغيات أو أكثر .[1][2]

## تنظيم عددالمستقبلات
لا يبقى عادة عدد المستقبلات في الخلية المستهدفة ثابتا من يوم لآخر أو حتى من دقيقة لأخرى، لأن بروتينات المستقبلة غالبا ما تدمر وتصنع بروتينات جديدة بآلية تصنيع البروتين في الخلية . فمثلا، يسببب ارتباط الهرمون مع الخلية المستهدفة في الغالب، إن لم يكن في العادة، نقصا في عدد المستقبلات الفعالة، إما بسبب تعطيل بعض جزيئات المستقبلة أو بسبب نقص في توليدها . و تسمى هذه في كلتا الحالتين، التنظيم الانحداري - down regulation  للمستقبلات .
و ذلك يقلل من استجابة النسيج المستهدف للهرمون بسبب نقص عدد المستقبلات الفعالة .
و في القليل من الحالات تسبب الهرمونات تنظيما صعوديا up regulation للمستقبلات ، أي أن الهرمون المنبه يستحث تكوين جزيئات مستقبلية أكثر من الحد السوي بآلية تصنيع البروتين للخلية المستهدفة . ففي هذه الحالة يصبح النسيج المستهدف تدريجيا أكثر حساسية للتأثيرات التنبيهية للهرمون .

## وصلات خارجية
- The Hormone Foundation نسخة محفوظة 25 سبتمبر 2019 على موقع واي باك مشين.
- Hormones في المكتبة الوطنية الأمريكية للطب نظام فهرسة المواضيع الطبية (MeSH).

- Hormones and Nutrition